# Spoorlijn Fröndenberg - Unna
De spoorlijn Fröndenberg - Unna is een Duitse spoorlijn en is als spoorlijn 2852 onder beheer van DB Netze.

## Geschiedenis
Het traject werd door de Preußische Staatseisenbahnen geopend op 2 januari 1899.
In 2021 en 2022 is het treinverkeer op deze lijn  tijdelijk onmogelijk geworden. Dassen hebben met hun burchten de spoorlijn ondergraven. De das is in Duitsland een wettelijk beschermde diersoort, en een dassenburcht mag niet zonder meer verwijderd worden. Zolang dit probleem niet is opgelost en de spoorlijn weer hersteld is, rijden er vervangende bussen.

## Treindiensten
De Deutsche Bahn verzorgt het personenvervoer op dit traject met RB treinen.
| Serie | Treinsoort                  | Route                                                               | Bijzonderheden |
| ----- | --------------------------- | ------------------------------------------------------------------- | -------------- |
| RB 54 | Regionalbahn (DB Regio NRW) | Unna – Ardey – Fröndenberg – Menden (Sauerland) – Balve – Neuenrade | Hönnetal-Bahn  |

## Aansluitingen
In de volgende plaatsen is of was er een aansluiting op de volgende spoorlijnen:
Fröndenberg
DB 2550, spoorlijn tussen Aken en Kassel
DB 2850, spoorlijn tussen Letmathe en Fröndenberg
Unna
DB 2103, spoorlijn tussen Dortmund en Soest
DB 2932, spoorlijn tussen Unna en Hamm
DB 2933, spoorlijn tussen Unna en Kamen